# Teodora Injac
Teodora Injac (em cirílico sérvio: Теодора Ињац; nascida em 26 de maio de 2000, em Belgrado, Sérvia, então parte da RF da Iugoslávia) é uma jogadora de xadrez sérvia, detentora do título de Mestre Internacional (MI). Ela recebeu o título de Grande Mestre Feminina (WGM) em 2021 e o título de MI em 2023. Vencedora do Campeonato Europeu Feminino de 2025.

## Carreira
Ela venceu o Campeonato Sérvio Feminino de Xadrez em 2018, 2019 e 2020.
Ela ganhou a medalha de bronze no Campeonato Mundial Juvenil de Xadrez realizado em Porto Carras, Grécia, em 2018.
Aos 17 anos, ela se tornou parte da seleção feminina da Sérvia e até agora representou a Sérvia em quatro Campeonatos Europeus de Xadrez por Equipes
No Campeonato Europeu de Xadrez por Equipes de 2023, ela conquistou a medalha de ouro pelo melhor desempenho no primeiro tabuleiro (7/9, rating performance de 2596), o que lhe garantiu a primeira norma de Grande Mestre.
Ela representou a Sérvia na Olimpíada de Xadrez de 2018, em Batumi, Geórgia; na Olimpíada de Xadrez de 2022, em Chennai, Índia; e na Olimpíada de Xadrez de 2024, em Budapeste, Hungria.
Em abril de 2025 venceu o Campeonato Europeu Feminino de Xadrez de 2025.